# Vășcăuți
Vășcăuți – wieś w Rumunii, w okręgu Suczawa, w gminie Mușenița. W 2011 roku liczyła 584 mieszkańców. 